# Computer and Video Games
A Computer and Video Games (CVG) egy videójátékokkal foglalkozó magazin és weboldal amit a Future Publishing ad ki az Egyesült Királyságban.

## Története
1981 novemberétől 2004 októberéig havonta adta ki a Future Publishing, 2004-től kizárólag webalapú lett A magazin az elsők között volt amik a növekvő otthoni videójáték piacot szolgálta ki, de játéktermi játékokkal is foglalkozott. A magazin több designváltáson ment át, de a 90-es évek közepétől kizárólag játékkonzolokkal foglalkoztak.
A magazint 2004-ben „felfüggesztették” miután a Future Publishing megvette a magazint (a PC Zone-nal együtt) a Dennis Publishing Ltd-től. A Future Publishing adta ki a CVG legnagyobb vetélytársát, a GamesMaster-t is. Ezt követően úgy döntöttek, hogy a saját újságukat továbbra is kiadják a CVG-t pedig nem. Az előfizetők a GamesMaster-t kapták a CVG lapszámai helyett, egy levéllel amiben az állt, hogy a magazin szerkesztői pihennek és az újság hónapokon belül vissza fog térni. Ez valójában négy évbe telt amikor kiadták a CVG Presents első lapszámát.

## Új formátum
A CVG Presents első lapszáma 2008. április 16-án jelent meg, majd két hónaponként a következő lapszámok. Az új magazin minden egyes példánya csak egy tárgyra koncentrál, az első a Grand Theft Auto sorozatra.
Ez idő alatt a magazin weboldala továbbra is virágzott. A Future egyesítette a többi videójátékokkal foglalkozó weboldalát a ComputerAndVideoGames.com-ban, de olyan szekciók is helyet kaptak amik eddig nem léteztek (például a PC Gamer-nek nem volt weboldala).

## Korábbi szerkesztők

### Magazin
- Terry Pratt
- Tim Metcalfe
- Eugene Lacey
- Graham Taylor
- Julian Rignall
- Tim Boone
- Paul Rand
- Mark Patterson
- Paul Davies
- Alex Simmons

### Weboldal
- Gareth Ramsay
- Patrick Garratt (2002/2003)
- Johnny Minkley (2004)
- Stuart Bishop (2004)
- John Houlihan (2004)
- Gavin Ogden (2006)